# Rhoptropus
Rhoptropus is een geslacht van hagedissen dat behoort tot de gekko's (Gekkota) en de familie Gekkonidae.

## Naam en indeling
De wetenschappelijke naam van de groep werd voor het eerst voorgesteld door Wilhelm Peters in 1869.
Er zijn negen soorten, lange tijd waren er acht soorten, de soort Rhoptropus diporus werd tot recentelijk als een ondersoort van de soort Rhoptropus bradfieldi gezien.

## Uiterlijke kenmerken
De hagedissen bereiken een lichaamslengte van ongeveer vier tot 7,5 centimeter. Het lichaam is cilindrisch terwijl de snuitpunt juist sterk gepunt is. De poten zijn lang en dun, de vingers en tenen zijn groot en dragen geen klauwtjes. De hechtkussentjes onder de vingers en tenen zijn enkelvoudig, het aantal varieert van vijf tot dertien per poot. De lichaamskleur is bruin, vaak met donkere vlekken op het lichaam en een donker gebandeerde staart. Deze gekko's kunnen van kleur veranderen om zich beter te camoufleren.
De gehooropeningen en ogen zijn relatief groot, de ogen hebben een verticale pupil. De nasale schubben zijn wat verhoogd zodat de snuitpunt een opvallende verdikking heeft.

## Levenswijze
Rhoptropus-soorten staan bekend om hun zeer actieve gedrag en grote uithoudingsvermogen. Ze zijn overdag actief en jagen dan op kleine ongewervelden, voornamelijk mieren maar ook andere insecten worden wel buitgemaakt.
De vrouwtjes zetten twee eieren af per legsel maar produceren waarschijnlijk meerdere legsels per jaar. De eieren worden onder rotsen en stenen afgezet waarbij ze worden vastgelijmd.

## Verspreiding en habitat
De gekko's komen voor in delen van zuidelijk Afrika en leven in de landen Namibië, Angola en Zuid-Afrika. De habitat bestaat uit rotsige omgevingen, droge savannen, koude woestijnen en droge tropische en subtropische scrublands.

## Beschermingsstatus
Door de internationale natuurbeschermingsorganisatie IUCN is aan alle soorten een beschermingsstatus toegewezen. De hagedissen worden beschouwd als 'veilig' (Least Concern of LC).

## Soorten
Het geslacht omvat de volgende soorten, met de auteur en het verspreidingsgebied.
| Naam                     | Auteur           | Verspreidingsgebied          |
| ------------------------ | ---------------- | ---------------------------- |
| Rhoptropus afer          | Peters, 1869     | Namibië, Angola              |
| Rhoptropus barnardi      | Hewitt, 1926     | Namibië, Angola, Zuid-Afrika |
| Rhoptropus benguellensis | Mertens, 1938    | Angola                       |
| Rhoptropus biporosus     | FitzSimons, 1957 | Namibië, Angola              |
| Rhoptropus boultoni      | Schmidt, 1933    | Namibië, Angola, Zuid-Afrika |
| Rhoptropus bradfieldi    | Hewitt, 1935     | Namibië                      |
| Rhoptropus diporus       | Haacke, 1965     | Namibië                      |
| Rhoptropus montanus      | Laurent, 1964    | Angola                       |
| Rhoptropus taeniostictus | Laurent, 1964    | Angola                       |